# Embaixada do Brasil em Bridgetown
A Embaixada do Brasil em Bridgetown é a missão diplomática brasileira de Barbados. A missão diplomática se encontra no endereço: "Hy Brasil", The Courtyard, Hastings - Christ Church - Barbados, W.I.
A webpage da Embaixada é: http://bridgetown.itamaraty.gov.br.